# 동부아마존나무타기쥐
동부아마존나무타기쥐(Rhipidomys emiliae)는 비단털쥐과에 속하는 남아메리카 설치류이다. 브라질 중부 지역의 토착종으로 아마존 우림 동부 가장자리에서 발견되며, 세하두 생태지역 내의 대상림과 열대 건조림에서 서식한다. 경작지에서 발견되기도 한다.